# Алабамский язык
Алаба́мский язы́к (алабама, алибаму) — один из мускогских языков, распространённый среди племён алабама и коасати в индейской резервации Алабама-Коушатта в Техасе. Ранее был распространён также в племенном поселении Алабама-Куассарт (en:Alabama-Quassarte Tribal Town) в Оклахоме, однако в настоящее время в том штате носителей языка больше нет. Входит в мускогскую семью, считается наиболее близким к исчезнувшим языкам мукласа и тускеги. Также является родственником языка коасати, и более дальним родственником хитчити, чикасо и чокто.

## Фонетическая характеристика
В языке имеется четырнадцать согласных фонем:
|               | Губные | Губные | Альвеолярные | Альвеолярные | Постальвеолярные/ Палатальные | Заднеязычные | Глоттальные |
| ------------- | ------ | ------ | ------------ | ------------ | ----------------------------- | ------------ | ----------- |
| Носовые       | m      | m      | n            | n            |                               |              |             |
| Взрывные      | p      | b      | t            | t            | tʃ                            | k            |             |
| Фрикативные   | f      | f      | s            | ɬ            |                               |              | h           |
| Аппроксиманты | w      | w      | l            | l            | j                             |              |             |

Гласных фонем всего три — /i o a/ — в зависимости от морфологического контекста они могут быть назализованы. Гласные звуки также различаются по долготе.
|                                 | Гласные переднего ряда | Гласные переднего ряда | Гласные переднего ряда | Гласные среднего ряда | Гласные среднего ряда | Гласные среднего ряда | Гласные заднего ряда | Гласные заднего ряда | Гласные заднего ряда |
| ------------------------------- | ---------------------- | ---------------------- | ---------------------- | --------------------- | --------------------- | --------------------- | -------------------- | -------------------- | -------------------- |
| Гласные верхнего подъёма        | i                      | iː                     | ĩ                      |                       |                       |                       |                      |                      |                      |
| Гласные средне-верхнего подъёма |                        |                        |                        |                       |                       |                       | o                    | oː                   | õ                    |
| Гласные нижнего подъёма         |                        |                        |                        | a                     | aː                    | ã                     |                      |                      |                      |

Ударение обычно падает на последний слог, за определёнными исключениями. Существует также система восходящих и нисходящих тонов.

## Грамматическая характеристика
Для алабамского языка, как и для некоторых других мускогских, характерно использование типологически редкого явления — дисфиксации — для образования некоторых глагольных форм. Например, есть два принципиальных способа передачи множественности действия в глаголе (т. н. pluractionality):
- В большинстве глаголов выпадают последние два сегмента предпоследнего слога основа (обычно соответствует последнему слогу корня). Если в слоге всего два сегмента, он выпадает полностью:

balaaka «ложится» — balka «ложатся»
batatli «бьёт» — batli «побивает (регулярно)»
cokkalika «входит» — cokkaka «входят»
- В некоторых глаголах выпадает только последний согласный того же слога, а предшествующий ему гласный в качестве компенсации удлиняется:

salatli «скользить» — salaali «скользить много раз»
noktiłifka «подавиться» — noktiłiika «подавиться несколько раз (=подавливаться)»

## Письменность
Письменность в алабамском языке создана на основе латиницы. В алфавите 19 букв.
Алабамский алфавит:
| А а | B b | Ch ch | D d | E e | F f | H h | I i |
| K k | L l | ɬ     | M m | N n | O o | P p | S s |
| T t | W w | Y y   |     |     |     |     |     |

## Краткий алабамский словарь

### Общение
- привет (с вопросительной интонацией — «как дела?») — chíkmàa
- спасибо — alíila

### Счёт
- один — cháffàaka
- два — tòklo
- три — tótchìina
- четыре — óstàaka
- пять — táɬɬàapi
- шесть — hánnàali
- семь — ontòklo
- восемь — ontótchìina
- девять — chákkàali
- десять — pókkòoli

### Дни недели
- понедельник — nihta aɬɬámmòona
- вторник — nihta atòkla
- среда — nihta atótchìina
- четверг — nihta istóstàaka
- пятница — nihta istáɬɬàapi
- суббота — nihtahollosi
- воскресенье — nihta istontòklo